# Frullania gemmipara
Frullania gemmipara là một loài Rêu trong họ Jubulaceae. Loài này được R.M. Schust. & S. Hatt. mô tả khoa học đầu tiên năm 1978.